# Am Stadtpark 49/51 (München)

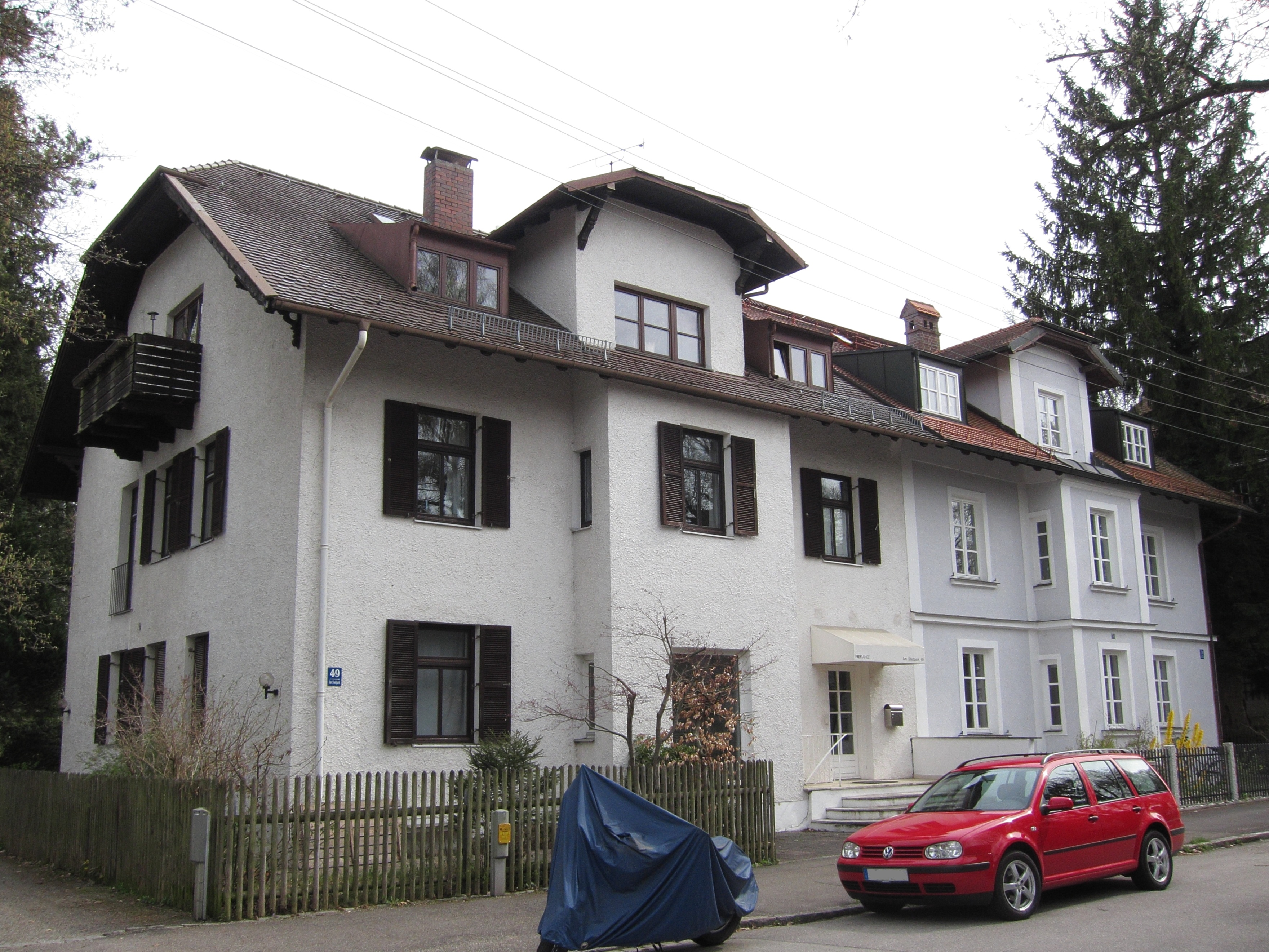
Haus Am Stadtpark 49/51 in Pasing

Das Doppelhaus Am Stadtpark 49/51  im Stadtteil Pasing der bayerischen Landeshauptstadt München wurde 1901 (Nr. 51) bzw. 1905 (Nr. 49) errichtet. Das Gebäude der Waldkolonie ist ein geschütztes Baudenkmal.
Der Architekt Josef Falter war zugleich auch der Bauherr. Die Zwillingsbauten mit Halbwalmdach und traufseitigen Risaliten besitzen Zwerchhäuser. Bei der Nr. 51 sind noch das ursprüngliche Gurtgesims und die Ecklisenen erhalten. Die Fensterläden der Nr. 51 wurden entfernt. Der Dachgeschossausbau erfolgte 1958 (Nr. 49) und 1966 (Nr. 51).